# 阚家屯大泡子
阚家屯大泡子是一个位于中国黑龙江省绥化市的湖泊，面积约为1.72平方千米，属于东北平原。它的一级流域为黑龙江流域，二级流域为松花江水系。